# Milichia linealis
Milichia linealis  är en tvåvingeart som beskrevs av Mitsuhiro Iwasa 2011. Arten tillhör släktet Milichia och familjen sprickflugor. Arten beskrevs från tre exemplar av hanar, insamlade av Elmo Hardy år 1968, sex kilometer väster om Imugan i provinsen Nueva Vizcaya på ön Luzon i Filippinerna.

## Utseende
Arten har svarta och silverfärgade ränder på bakkroppens tergiter, vilket också gett den dess namn. Ögonen är rödbruna. De kända exemplaren av arten är mellan 3,7 mm till 3,8 mm långa.